# 鹤城区
鹤城区是中国湖南省怀化市所辖的一个市辖区。地处湖南省西部，位于武陵山脉之中，境内群山环绕，中部系一狭长盆地，城市位于盆地中心。距省会长沙498公里。是怀化市政治、经济、文化、教育、金融、通讯信息中心。沪昆铁路、焦柳铁路、渝怀铁路、沪昆高铁过境于此，连接张吉怀高速铁路和怀邵衡高速铁路。区域总面积为729平方公里，总人口約为72万人。区人民政府駐坨院街道金海路148號。
鹤城境域开发历史悠久。秦属黔中郡地，汉为无阳、原阳、镡成三县辖。宋熙宁七年（1074年）改“蛮砦”为怀化砦。1942年，析芷江、辰溪、黔阳三县设怀化县，1943年元旦，怀化县正式成立，治所在今中方县泸阳镇。1970年代，湘黔铁路、枝柳铁路建成后，怀化县榆树湾成为中国连接东西、贯穿南北的一个重要交通枢纽。1978年，黔阳地区党政军机关迁入怀化县榆树湾。1979年4月，怀化县改为县级怀化市。1997年11月27日，设立地级怀化市后，原县级怀化市分设为今鹤城区和中方县。1998年4月，鹤城区正式挂牌成立。
鹤城区商贸流通业十分发达，是湖南西部地区最大的物资集散中心。周边400公里以内无大中城市，其经济辐射面可达湘、鄂、渝、黔、桂五省边区的44个县市，约9万平方公里、1500万人口的广大地区，为这一区域的商流物流中心。

## 行政区划
鹤城区下辖7个街道办事处、1个镇、2个乡：
城中街道、城北街道、红星街道、迎丰街道、坨院街道、河西街道、城南街道、黄金坳镇、盈口乡、凉亭坳乡和黄岩旅游度假区。

## 人口
根據第七次人口普查數據，截至2020年11月1日零時，鶴城區常住人口為712584人。
2013年，全区总人口56万人。

## 交通
- 209国道、 320国道过境。
- 沪昆高速、 包茂高速过境。